# McSweeney's
McSweeney's  è una casa editrice statunitense fondata da Dave Eggers, autore di  Conoscerete la nostra velocità, L'opera struggente di un formidabile genio e, assieme a molti altri scrittori e disegnatori, del Futuro dizionario d'America.
Come vero e proprio think tank e centro di pensiero radical e liberal, ha lanciato le carriere di molti giovani autori, ma ha anche pubblicato i lavori di scrittori famosi come Michael Chabon, Stephen King, e Joyce Carol Oates.
Timothy McSweeney's Quarterly Concern è la rivista letteraria della casa editrice. Sono previsti 56 numeri della rivista.

## Numeri Pubblicati
1. Gegenshein (Paperback.) Autunno, 1998.
2. Timothy McSweeney's Blues/Jazz Odyssey / Pollyanna's Bootless Errand (Paperback.) Tardo Inverno, Early Spring 1999.
3. Timothy McSweeney's Windfall Republic. (Paperback.) Late Summer, Early Fall, 1999.
4. Trying, Trying, Trying, Trying, Trying. (Box containing 14 booklets and one decorated subscription card.) Late Winter, 2000.
5. (Hardback; four possible dust jackets over four possible covers.) Summer, 2000.
6. Timothy McSweeney's Very Intense Heated Passionate Battle/Embrace with They Might Be Giants. (Hardback; includes CD with tracks to accompany articles and pictures in book.) 2001.
7. (Hardcover; nine booklets bound by a rubber band.) 2001.
8. (Hardback.) 2002. Guest editor: Paul Maliszewski.
9. We Feel This One is More Urgent. (Paperback.) Late Summer, Early Fall, 2002.
10. McSweeney's Mammoth Treasurey of Thrilling Tales. (Hardback; pulp magazine style.) 2002. Guest editor: Michael Chabon.
11. It Can Be Free. (Hardback; includes DVD.) 2003.
12. Unpublished, Unknown, &/or Unbelievable. (Divided into three colored sections.) 2003.
13. An assorted sampler of North American comic drawings, strips, and illustrated stories, &c. (Hardback; dust jacket unfolds into two large artworks; includes two free mini-comics.) Spring, 2004. Guest editor: Chris Ware.
14. Timothy Mcsweeney's at War for the Foreseeable (Shitbrained) Future and He's Never Been so Scared. (Paperback.) Early Fall, 2004.
15. The Icelandic Issue. (Hardback; includes Icelandic tabloid mini-magazine.) Winter, 2005.
16. (Paperback.) Summer, 2005.